# پوشش در مصر باستان

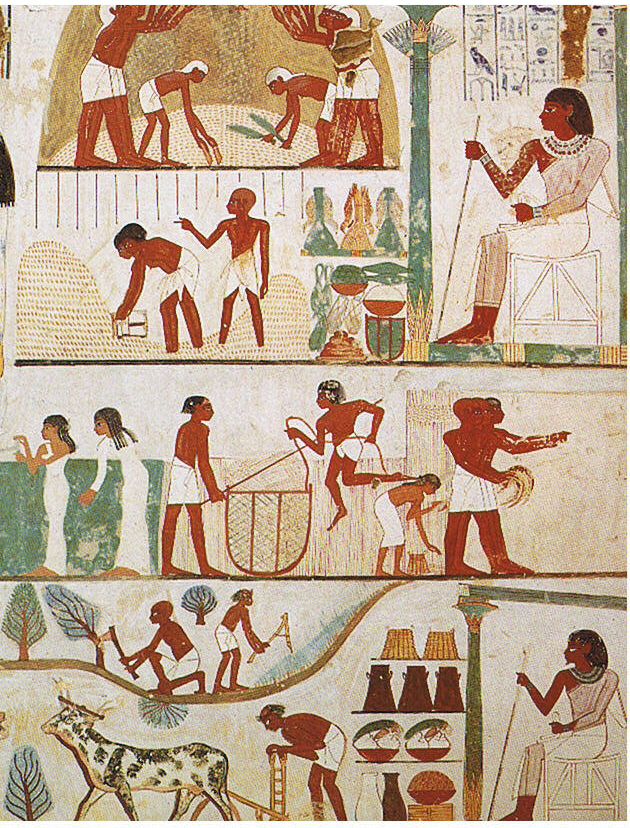
تن‌پوش مردان و زنان مصر باستان از طبقات اجتماعی مختلف

منظور از پوشش در مصر باستان اشاره به پوشاک مورد استفادهٔ مردمان مصر باستان از پایان دوران نوسنگی (از ۳۱۰۰ پیش از میلاد) تا سرنگونی پادشاهی بطلمیوس و مرگ کلئوپاترا در سال ۳۰ پیش از میلاد دارد. لباس‌های مصریان بسیار رنگارنگ بود و با سنگ‌های قیمتی و زینت آلات همراه بود آنها در طراحی لباس‌هایشان هم به زیبایی و هم به آسایش توجه می‌کردند به گونه ای که در هوای گرم بیابان، لباس‌ها به اندازهٔ کافی خنک باشند.

## جزئیات

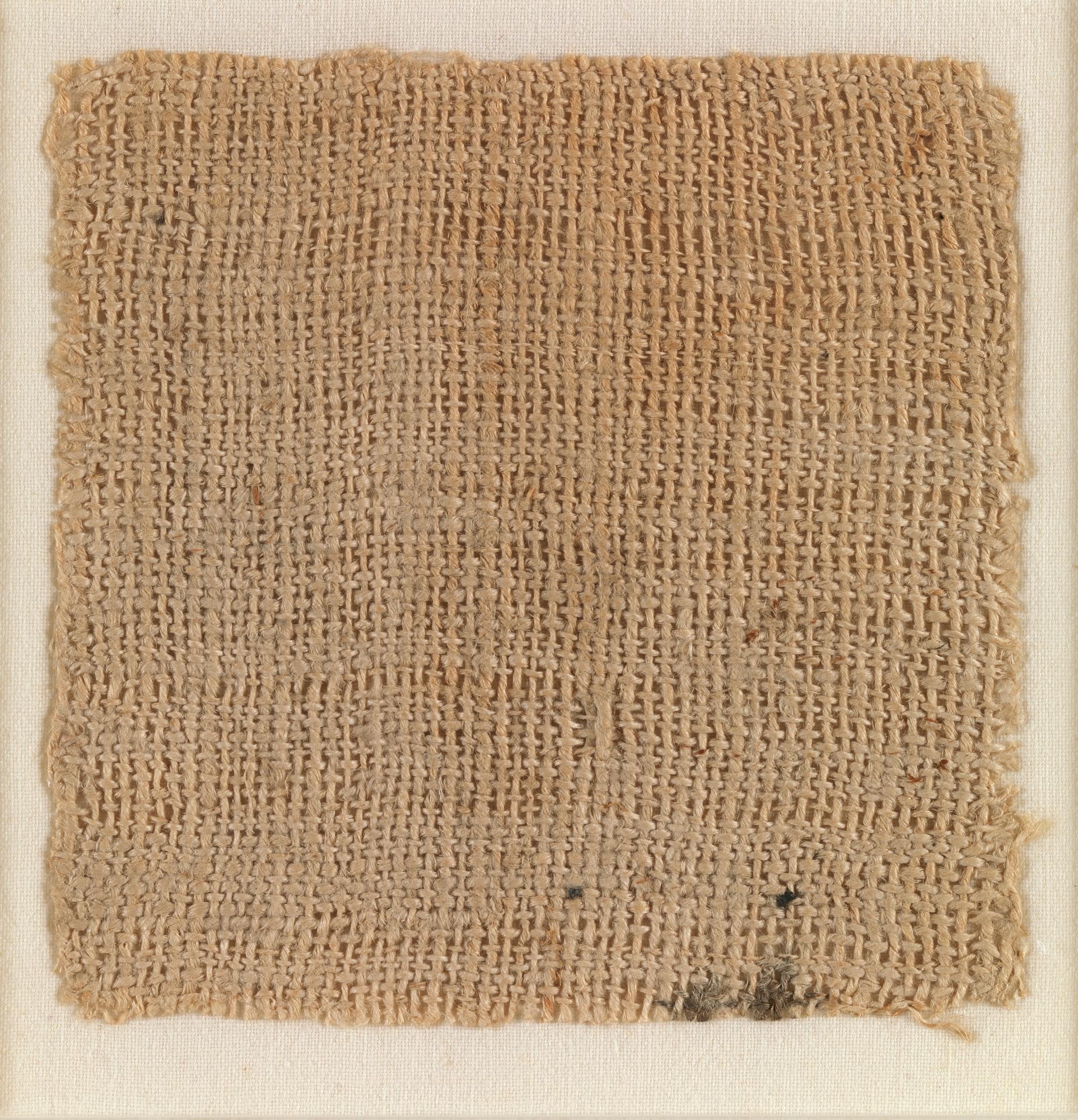
یک نمونه پارچه از مصر باستان، از سقاره، ۳۹۰ تا ۳۴۳ پیش از میلاد

در مصر باستان، کتان پرکاربردترین پارچه در میان مردم بود و به خنکی بدن کمک می‌کرد. پارچه کتانی از ریسندگی و بافندگی گیاه کتان بدست می‌آید هنر ریسندگی، بافندگی و خیاطی برای مردم در جوامع مصری بسیار مهم بود. گاهی رنگ‌های گیاهی به لباس‌ها داده می‌شد اما معمولاً لباس‌ها رنگ طبیعی خودشان را داشتند. پشم برای مصریان شناخته شده بود اما نا پالوده دانسته می‌شد و تنها ثروتمندان از پارچه‌هایی که از الیاف حیوانی بدست آمده بود استفاده می‌کردند آن هم برای موقعیت‌های خاص مانند پوشیدن به عنوان بالاپوش، در غیر این صورت پوشیدن آن یک تابو دانسته می‌شد برای نمونه در معابد و جاهای مقدس ممنوع بود.
کشاورزان، کارگران و مردم با شرایط متوسط، معمولاً شنتی (لباسی همانند دامن از جنس کتان) می‌پوشیدند اما برده‌ها کاملاً برهنه کار می‌کردند.

## فرعون‌ها
پوشش فرعون‌ها به خوبی در تاریخ ثبت شده‌است آنها معمولاً پوست حیواناتی مانند پلنگ یا شیر را به عنوان نشانی از جایگاه شان به تن می‌کردند.
نمس و خات هم سرپوشی است که معمولاً فرعون‌ها و نجیب‌زادگان بر سر می‌گذاشتند.

## مردان

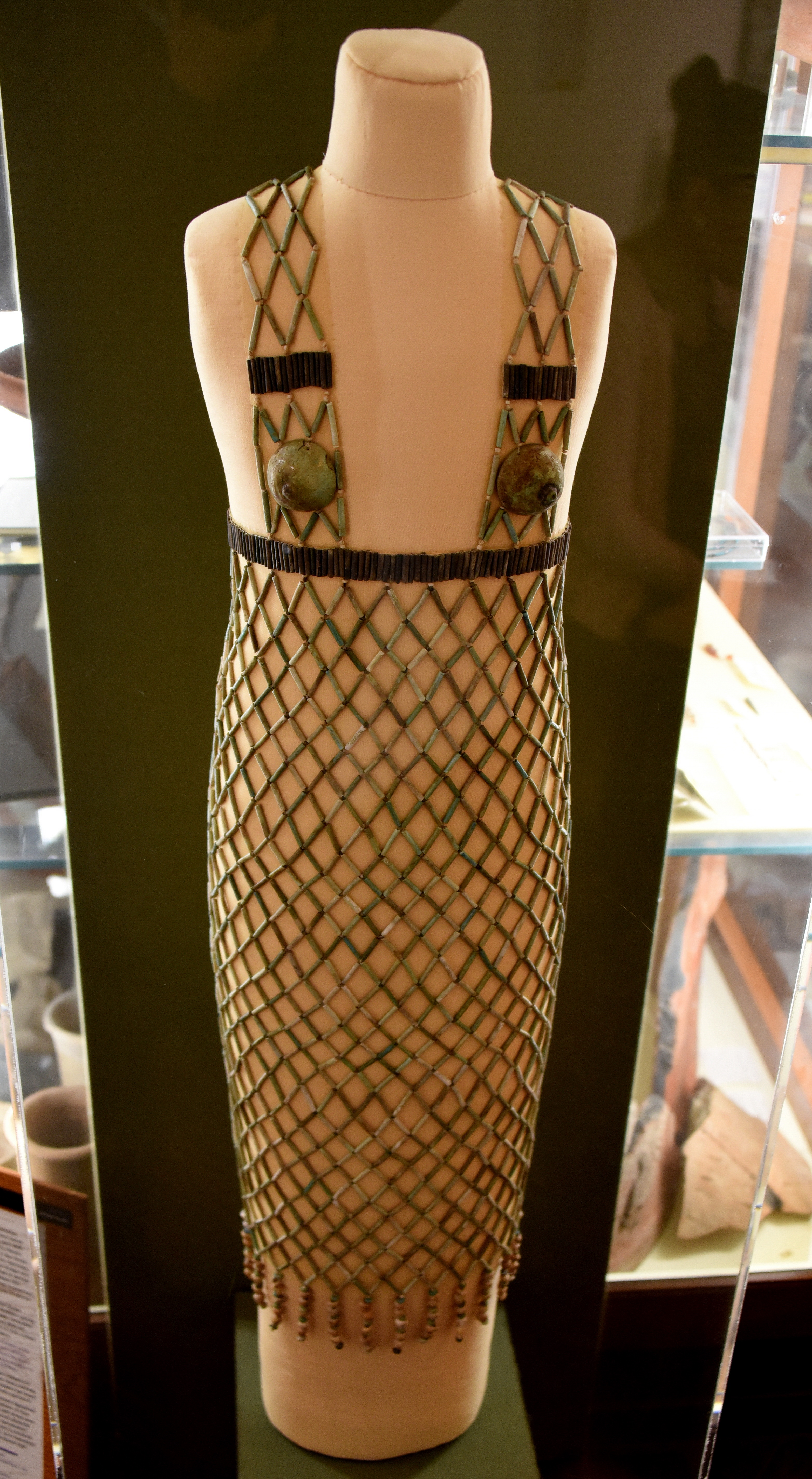
Network dress. Faience, blue and black cylinder beads, 2 breast caps and 2 strings of Mitra beads. 5th Dynasty. From burial 978 at Qau (Tjebu), Egypt. The Petrie Museum of Egyptian Archaeology, London. With thanks to the Petrie Museum of Egyptian Archaeology, UCL.

در حدود سال ۲۱۳۰ پیش از میلاد در پادشاهی باستان پوشش‌ها بسیار ساده بود. مردان پارچه‌هایی را مانند دامن به دور خود می‌بستند که شنتی نام داشت. این دامن‌ها در کمر با کمربندی محکم می‌شد و پارچهٔ دامن در جلو جمع می‌شد یا روی هم تا می‌خورد. در این دوران دامن مردان کوتاه بود تا اینکه در پادشاهی میانه مصر نزدیک به ۱۶۰۰ پیش از میلاد، دامن مردان بلندتر شد و در حدود ۱۴۲۰ پیش از میلاد یک بالاپوش نازک آستین دار و یک زیردامنی هم به تن می‌کردند.

## زنان

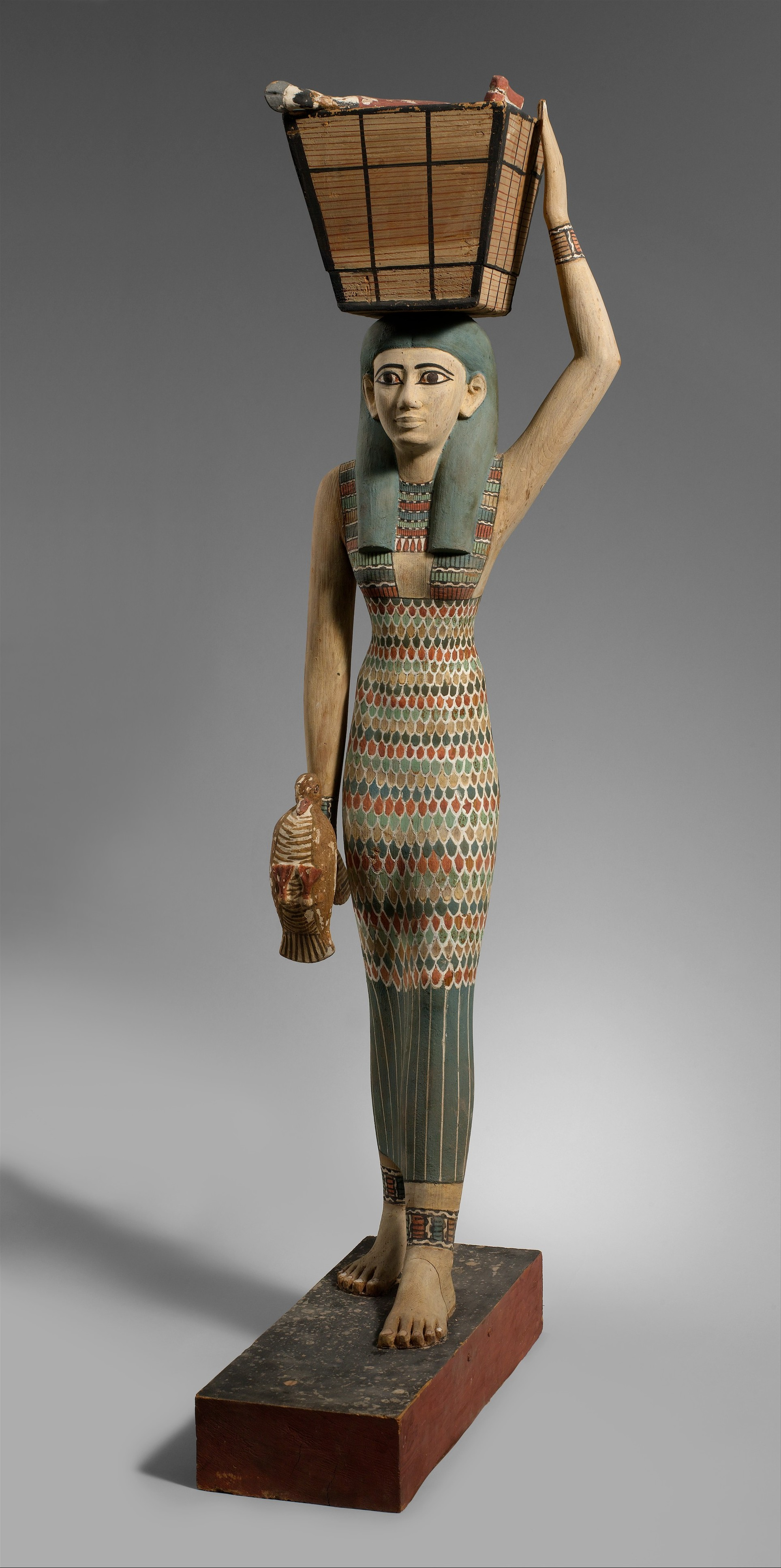
تندیس زن مصری با کالاسیریس

در دوران پادشاهی باستان، میانه و جدید، زنان مصری لباسی ساده به نام کالاسیریس به تن می‌کردند. لباس زنان در دوران باستان نسبت به مردان پوشیده‌تر بود. لباس با یک یا دو بند بالا نگه داشته می‌شد. لبه پایینی لباس تا مچ پا می‌آمد اما لبهٔ بالایی تا زیر یا روی سینه را می‌پوشاند. طول لباس بیانگر ردهٔ اجتماعی آن زن بود. تزئین لباس با منجوق‌دوزی یا پر هم گاهی روی آن صورت می‌گرفت. بر روی لباس زنان می‌توانستند شال یا شنل یا قبا بیاندازند. شال یک پارچهٔ با جنس اعلا بود که نزدیک به ۱۲۲ سانتیمتر (۴ فوت) پهنا و ۴۲۰ سانتیمتر (۱۳ تا ۱۴ فوت) طول داشت. این لباس هم معمولاً چند بار تا می‌خورد.
تا اواسط دودمان هجدهم مصر زنان لباس چسبان می‌پوشیدند، لباسی ساده که درست از زیر سینه تا بالای مچ پا را می‌پوشاند. این لباس با دو بندی که از شانه رد می‌شد بالا نگه داشته می‌شد. در تندیس‌های مصر باستان این لباس سینه‌ها را می‌پوشاند اما در نگاره‌ها و نقش‌برجسته‌ها یک سینه برهنه است. لباس به بدن چسبان است و بدون شلوار؛ در هنگام راه رفتن، نشستن و زانو زدن همچنان لباس به بدن چسبیده‌است گویی جنس پارچه کِشی است. باید به این نکته توجه کرد که لباس مصریان از جنس کتان بود و کتان معمولاً آب می‌رود. لباس‌هایی از آن دوران بدست آمده‌است که بندی نبودند و به جای آن از لوله ای تشکیل شده بودند که مانند سینه بند، نیم تنه را پوشانده بود و آستین هم داشت. برخلاف آنچه در نگاره‌ها نشان داده شده چنین لباسی معمولاً به جای چسبان بودن باید خیلی گشاد باشد و به جای باز بودن خیلی پوشیده باشد.

## بچه‌ها
با توجه به شواهدی که از نقاشی‌ها و مجسمه‌ها به دست آمده، بیشتر بچه‌ها، پسر و دختر، تا زمان بلوغ کاملاً برهنه بوده‌اند؛ اما به نظر می‌رسد در ماه‌های سرد سال لباس‌هایی شبیه به لباس بزرگ‌ترها به تن می‌کردند. البته حتی با فرض درستی فرضیهٔ برهنه‌بودن بچه‌ها، آن‌ها جواهرآلاتی همچون گوشواره، گردن‌بند، النگو، دست‌بند، و پابند به تن داشته‌اند. دختربچه‌ها از زیورآلاتی برای موهایشان نیز استفاده می‌کرده‌اند.